# Breznica (okres Stropkov)
Breznica je obec na Slovensku v okrese Stropkov ležící v údolí řeky Ondava. První zmínka o obci je z roku 1404. Žije zde 849 obyvatel.

## Poloha
Obec leží v Nízkých Beskydech v Ondavské vrchovině na obou stranách potoka Vojtovec na jeho soutoku s řekou Ondavou. Nadmořská výška se pohybuje v rozmezí 160 až 350 m, střed obce je ve výšce 175 m n. m. Nejvyšším bodem území je vrch Baranov (348 m n. m.). Území obce tvoří dvě části. Rovinná část je tvořena čtvrtohorními uloženinami a východní mírně zvlněná část je tvořena flyšovými souvrstvími.
Největší část území 328 ha zaujímá orná půda, ostatní připadá na lesní a zemědělskou půdu. Jihovýchodní část území pokrývá nesouvislý les tvořený buky, habry, břízou, osikou a borovicemi.

## Církev
Od roku 1997 je obec římskokatolickou farností děkanátu Stropkov košické arcidiecéze.
V 15. století byl v obci postaven dřevěný kostel zasvěcený svatému Kosmovi a Damiánovi se samostatnou dřevěnou zvonicí a jedním zvonem. Po požáru v 18. století byl postaven v roce 1763 nový zděný kostel zasvěcený svatému Josefovi. 
Kostel je barokně klasicistní jednolodní stavba na půdorysu obdélníku se segmentovým uzávěrem a představěnou věží v průčelí. Loď je zaklenuta pruskými klenbami s pasy.
V ose kruchty jsou umístěny varhany.

## Památky
- Dominantou obce je římskokatolický kostel svatého Josefa z roku 1763.[8]
- Vojenský hřbitov z první světové války je kulturní památkou od roku 2019.[9]
- Klasicistní kaplička Svaté rodiny z první poloviny 19. století.[10]